# ممثلية بولندا في رام الله
مكتب ممثلية جمهورية بولندا في رام الله هي الممثلية الدبلوماسية العُليا البولندية لدى دولة فلسطين. تأسست في 11 مارس 2005 وتقع في حي الماصيون بمدينة رام الله ولها قنصلية فخرية في بيت لحم منذ عام 2012.

## قائمة الممثلون
| الترتيب | رئيس البعثة الدبلوماسية | الجنس | تاريخ الاعتماد الدبلوماسي | تاريخ الانتهاء | رئيس بولندا          | رئيس دولة فلسطين | ملاحظات                                                   |
| ------- | ----------------------- | ----- | ------------------------- | -------------- | -------------------- | ---------------- | --------------------------------------------------------- |
| 1       | بيتر بوخوتا             | ذكر   | 11 مارس 2005              | 2009           | ليخ كاتشينسكي        | محمود عباس       |                                                           |
| 2       | يوغوزلاف أوهديك         | ذكر   | 2 أكتوبر 2009             | 2014           | ليخ كاتشينسكي        | محمود عباس       |                                                           |
| 3       | ألكسندرا بوكوسكا        | أنثى  | فبراير 2014               | يوليو 2019     | برونيسواف كوموروفسكي | محمود عباس       |                                                           |
| 4       | بشمسواف شيش             | ذكر   | أغسطس 2019                | أغسطس 2024     | أندجي دودا           | محمود عباس       | مُنح نجمة الصداقة من وسام الرئيس محمود عباس لانتهاء أعماله |